# Juan Antonio Sañudo Herrero
Juan Antonio Sañudo Herrero (Serdio, 13 de juny de 1956) és un exfutbolista càntabre, que ocupava la posició de defensa.

## Trajectòria
Format al planter del Racing de Santander, hi debuta a primera divisió amb els santanderins a la campanya 78/79, en la qual marca dos gols en 19 partits. El Racing baixa, i al seu retorn a la màxima categoria, el 1981, el de Serdio ja és titular al Racing, condició que hi manté fins a 1987, arribant a disputar 43 partits a la 86/87.
L'any següent recala al Reial Oviedo, amb qui milita durant quatre temporades més a primera divisió, sent titular en totes, tret de la darrera, la 91/92, en la qual apareix en 10 partits. A la temporada 92/93 retorna al Racing de Santander. Eixe any, l'últim de la seua carrera, disputa 36 partits i aconsegueix l'ascens dels càntabres a la màxima categoria.
En total, ha sumat un total de 306 partits i 12 gols a primera divisió.